# Episodi di Love, American Style (terza stagione)
La terza stagione della serie televisiva Love, American Style è stata trasmessa in anteprima negli Stati Uniti d'America dalla ABC tra il 17 settembre 1971 e il 25 febbraio 1972.
| nº | Titolo originale | Titolo italiano                                                                 | Prima TV USA      | Prima TV Italia |
| -- | --- | ------------------------------------------------------------------------------- | ----------------- | --------------- |
| 1  | Love and Formula 26B / Love and the Loud Mouth / Love and the Penal Code                                                                              | - / - / Il codice penale                                                        | 17 settembre 1971 |                 |
| 2  | Love and the Anniversary Crisis / Love and the Conjugal Visit / Love and the Dream Burglar / Love and the Hotel Caper / Love and the Monsters         | L'anniversario / - / - / Il topo d'albergo / -                                  | 24 settembre 1971 |                 |
| 3  | Love and the Artful Codger / Love and the Neglected Wife / Love and the Traveling Salesman                                                            | L'astuzia / La moglie trascurata / Il commesso viaggiatore                      | 1º ottobre 1971   |                 |
| 4  | Love and the Ledge / Love and the See-Through Man / Love and the Television Weekend / Love and the Waterbed                                           | Il cornicione / L'uomo invisibile / Week end alla TV / Il materasso             | 8 ottobre 1971    |                 |
| 5  | Love and the Detective / Love and the Guilty Conscience / Love and the Mixed Marriage / Love and the Wake-Up Girl                                     | Il detective / La coscienza sporca / Matrimonio misto / La ragazza e la sveglia | 15 ottobre 1971   |                 |
| 6  | Love and the Awakening / Love and the Bashful Groom / Love and the Four-Sided Triangle / Love and the Naked Stranger                                  | Il risveglio / Lo sposo vergognoso / Il triangolo ha 4 lati / L'estraneo nudo   | 22 ottobre 1971   |                 |
| 7  | Love and the Lovesick Sailor / Love and the Mistress / Love and the Reincarnation / Love and the Sex Survey                                           | Malato d'amore / L'amante / La reincarnazione / Indagine sul sesso              | 29 ottobre 1971   |                 |
| 8  | Love and the Married Bachelor / Love and the Sweet Sixteen / Love and the Vacation / Love and the Well-Groomed Bride                                  | - / - / Le vacanze / Scapolo sposato                                            | 5 novembre 1971   |                 |
| 9  | Love and the Baby / Love and the Big Mother / Love and the Free Weekend / Love and the Jealous Husband / Love and the Old Cowboy                      |                                                                                 | 12 novembre 1971  |                 |
| 10 | Love and the College Professor / Love and the Eyewitness / Love and the Lady Barber / Love and the Plumber                                            | Il collegio / I testimoni / La barbiera / L'idraulico                           | 19 novembre 1971  |                 |
| 11 | Love and the Accidental Passion / Love and the Black Limousine / Love and the Eskimo's Wife / Love and the Tuba                                       | La grande passione / - / - / Il trombone                                        | 3 dicembre 1971   |                 |
| 12 | Love and the Bowling Ball / Love and the Check / Love and the Hiccups / Love and the Liberated Lady Boss                                              |                                                                                 | 10 dicembre 1971  |                 |
| 13 | Love and the Particular Girl / Love and the Fountain of Youth / Love and the House Bachelor / Love and the Waitress                                   | Una ragazza particolare / Lo zampillo a singhiozzo / Gente di riguardo / -      | 17 dicembre 1971  |                 |
| 14 | Love and the Contact Lens / Love and the Doctor's Honeymoon / Love and the Motel Mixup                                                                | - / Il marito della dottoressa / -                                              | 31 dicembre 1971  |                 |
| 15 | Love and the Lady Athlete / Love and the Lady Killers / Love and the New Size 8 / Love and the Single Sister                                          |                                                                                 | 7 gennaio 1972    |                 |
| 16 | Love and the Big Surprise / Love and the Security Building / Love and the Ski Lodge / Love and the Happy Unhappy Couple / Love and the Topless Policy |                                                                                 | 14 gennaio 1972   |                 |
| 17 | Love and the Advice Column / Love and the Bathtub / Love and the Fullback / Love and the Guru / Love and the Physical                                 |                                                                                 | 21 gennaio 1972   |                 |
| 18 | Love and the Anxious Mama / Love and the Boomerang / Love and the Private Eye                                                                         |                                                                                 | 28 gennaio 1972   |                 |
| 19 | Love and the Plane Truth / Love and the Scroungers / Love and the Small Wedding                                                                       | La verità / - / Matrimonio privato                                              | 4 febbraio 1972   |                 |
| 20 | Love and the Bachelor Party / Love and the Latin Lover / Love and the Old-Fashioned Father / Love and the Test of Manhood                             |                                                                                 | 11 febbraio 1972  |                 |
| 21 | Love and the Alibi / Love and the Instant Father / Love and the Lovely Evening / Love and Lover's Lane / Love and the Split-Up                        |                                                                                 | 18 febbraio 1972  |                 |
| 22 | Love and the Happy Days / Love and the Television Set                                                                                                 |                                                                                 | 25 febbraio 1972  |                 |